# Tres Cruces, Veracruz
Tres Cruces är en ort i Mexiko.   Den ligger i kommunen Tezonapa och delstaten Veracruz, i den sydöstra delen av landet, 250 km öster om huvudstaden Mexico City. Tres Cruces ligger 929 meter över havet och antalet invånare är 120.
Terrängen runt Tres Cruces är varierad. Runt Tres Cruces är det ganska tätbefolkat, med 129 invånare per kvadratkilometer. Närmaste större samhälle är Córdoba, 17,1 km nordväst om Tres Cruces. Trakten runt Tres Cruces består till största delen av jordbruksmark.